# Viola flettii
Viola flettii Piper – gatunek roślin z rodziny fiołkowatych (Violaceae). Występuje endemicznie w Stanach Zjednoczonych – w północno-zachodniej części stanu Waszyngton. 

## Morfologia
PokrójBylina dorastająca do 10 cm wysokości, tworzy kłącza.
LiścieBlaszka liściowa ma owalny kształt. Mierzy 1,5–5 cm długości oraz 1–1,5 cm szerokości, jest klapowana lub karbowana na brzegu, ma klinową nasadę i tępy wierzchołek. Ogonek liściowy jest nagi i ma 3–4 cm długości. Przylistki są równowąsko lancetowate.
KwiatyPojedyncze, wyrastające z kątów pędów. Mają działki kielicha o owalnie lancetowatym kształcie i dorastające do 5–6 mm długości. Płatki są podługowate, mają fioletową barwę oraz 11–12 mm długości, dolny płatek jest odwrotnie jajowaty, mierzy 20 mm długości, posiada obłą ostrogę o długości 6-8 mm.

## Biologia i ekologia
Rośnie na łąkach, skarpach i terenach skalistych. Występuje na wysokości od 1100 do 2200 m n.p.m.